# Heringita dentulata
Heringita dentulata is een vlinder uit de familie van de dominomotten (Autostichidae). De wetenschappelijke naam van de soort is, als Gigantoletria dentulata, voor het eerst geldig gepubliceerd in 1967 door Gozmany.